# Kirstene Hair
Pour les articles homonymes, voir Hair.
Kirstene Hair, née le 12 août 1989 à Brechin (Écosse), est une femme politique britannique, membre du Parti conservateur écossais et députée de la circonscription d'Angus à la Chambre des communes du Royaume-Uni de 2017 à 2019,.

## Biographie
Kristene Hair est née à Brechin (Angus), dans une grande famille de paysans. Elle étudie à l'université d'Aberdeen de 2007 à 2011, où elle obtient un diplôme en sciences politiques.
Elle est candidate conservatrice pour Angus Sud lors des élections parlementaires écossaises de 2016, battue par le sortant du Parti national écossais (SNP) Graeme Dey. Avant son élection en tant que députée à Westminster, elle travaille pour des éditeurs de D. C. Thomson & Co. (DC Thomson).

## Carrière parlementaire
Elle est élue à la Chambre des Communes en juin 2017, battant le whip en chef du SNP Mike Weir. Elle est la première élue du Parti conservateur représentant la région depuis 1987, ainsi que l'une des plus jeunes députées au Parlement.
En septembre 2017, elle révèle qu'elle n'a pas voté lors référendum sur l'appartenance du Royaume-Uni à l'Union européenne sur le Brexit parce que le choix est « très difficile ». Elle est battue lors des élections de décembre 2019 par Dave Doogan du SNP.